# Mojżesz Presburger
Mojżesz Presburger (* 27. Dezember 1904 in Warschau; † 1943) war ein polnischer Mathematiker, Logiker und Philosoph. Er war Student von Alfred Tarski und erfand 1929 die Presburger-Arithmetik, eine rein additive Arithmetik ohne Multiplikation, für die er einen Vollständigkeitssatz bewies. 
Mojżesz Presburger starb in einem deutschen Konzentrationslager,  vermutlich 1943.

## Ehrungen
Die European Association for Theoretical Computer Science verleiht seit 2010 den nach ihm benannten Presburger Award an junge Wissenschaftler.